# الكبيبة (المقاطرة)

تعديل مصدري - تعديل

الكبيبة هي إحدى قرى عزلة السود بمديرية المقاطرة التابعة لمحافظة لحج، بلغ تعداد سكانها 138 نسمة حسب تعداد اليمن لعام 2004.